# Seznam členů České národní rady po volbách v roce 1992

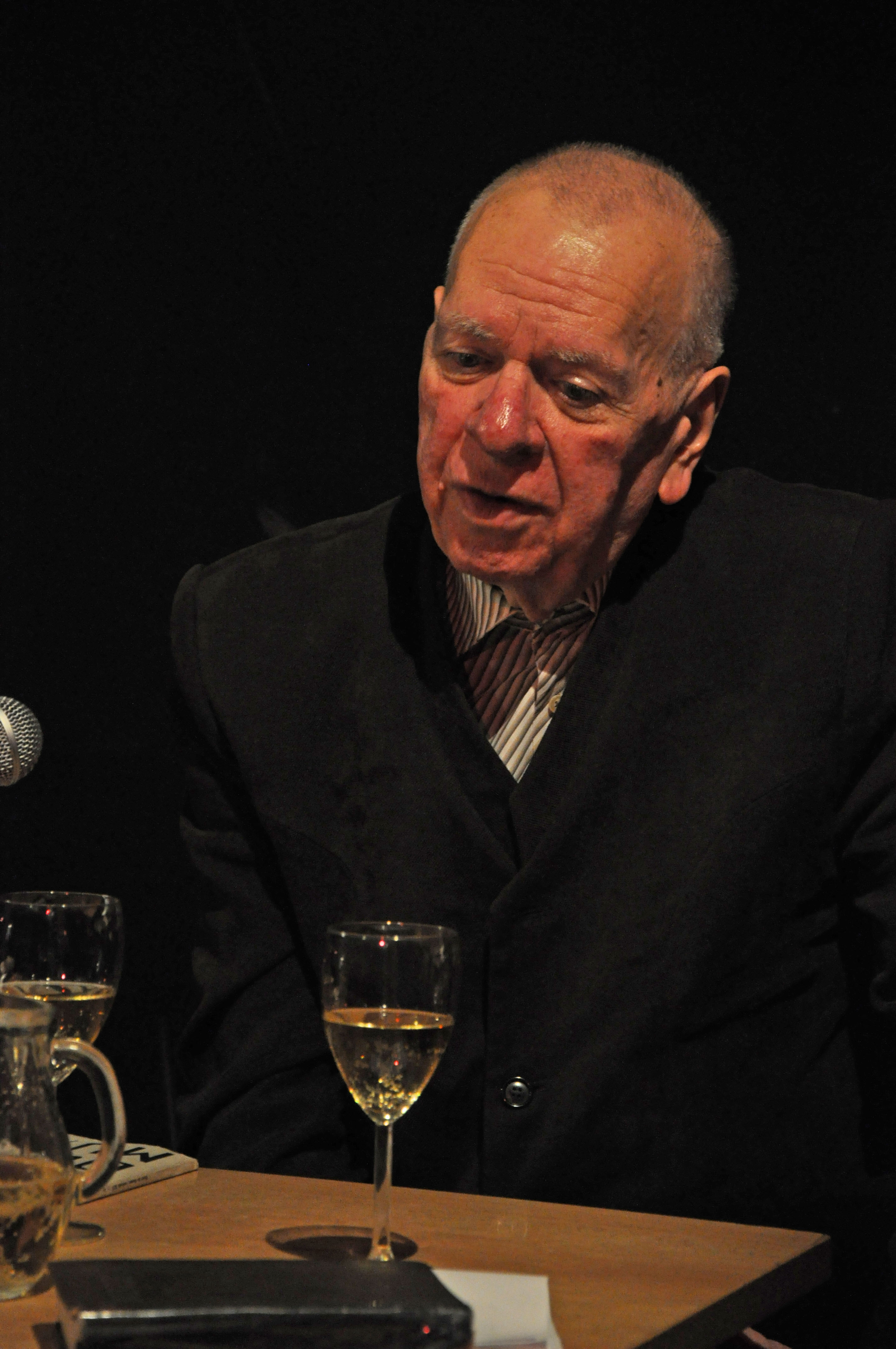
Předseda Poslanecké sněmovny PČR v letech 1993–1996 Milan Uhde

Toto je seznam poslanců České národní rady po volbách v roce 1992. 
Od 1. ledna 1993 se Česká národní rada v souvislosti se zánikem Československa transformovala na Poslaneckou sněmovnu Parlamentu České republiky a fungovala takto až do konce volebního období, tedy do voleb do Poslanecké sněmovny Parlamentu České republiky v roce 1996.

## Abecední seznam poslanců
Včetně poslanců, kteří nabyli mandát až dodatečně jako náhradníci (po rezignaci či úmrtí předchozího poslance). V závorce uvedena stranická příslušnost, respektive příslušnost k poslaneckému klubu.

### A–H
- Ing. Petr Bachna (ODS)
- Ing. Ivan Bečvář (ODS)
- Josef Bejček (ODS)
- Ing. Stanislav Bělehrádek (KDU-ČSL)
- Marek Benda (KDS, pak ODS)
- JUDr. Jiří Bílý (MNS, na kandidátce HSD-SMS)
- Jan Bláha (ČSSD)
- Ladislav Blažek (ODS, pak LSNS, pak ONAH)
- Ladislav Body (KSČM, na kandidátce koalice LB, pak strana LB)
- Ing. Petr Brodský (ODS)
- Ing. Jaroslav Broulík (HSD-SMS, pak ČMUS)
- Ing. František Brožík (ČSSD)
- Ludmila Brynychová (KSČM[1])
- Ing. Vladimír Budinský (ODS)
- Mgr. Stanislava Bumbová (KSČM, na kandidátce koalice LB, pak strana LB)
- MUDr. Eduard Bureš (ODS)
- JUDr. Petra Buzková (ČSSD)
- JUDr. Miroslav Čapek (KSČM, na kandidátce koalice LB, pak strana LB)
- Ing. Vojtěch Čechák (KSČM, na kandidátce koalice LB, pak strana LB)
- PaedDr. Květoslava Čelišová (KSČM, na kandidátce koalice LB, pak KSČM)
- MUDr. Miroslav Čerbák (ODA)
- MUDr. Petr Čermák, CSc. (ODS)
- MVDr. Jan Černý (ODS)
- Ing. Josef Červinka (ODS)
- Václav Čundrle (KSČM, na kandidátce koalice LB, pak strana LB)
- Ing. Viktor Dobal (ODA)
- MUDr. Robert Dostál, CSc. (ČSSD)
- Ing. Vlastimil Doubrava (ČSSD, pak ODS)
- Ing. Jiří Drápela (ČSS, na kandidátce koalice LSU, pak HSDMS, ČMUS a ČSSD)
- Ing. Josef Effenberger (ODA)
- RNDr. Václav Exner, CSc. (KSČM, na kandidátce koalice LB, pak KSČM)
- Ing. Jiří Faifr (ČSSD, pak ČMUS)
- Ota Fejfar (ODS)
- Tomáš Fejfar (ODS)
- Eva Fischerová (ČSSD)
- Václav Frank (KSČM, na kandidátce koalice LB, pak KSČM)
- Alfred Frommer (ČSS, na kandidátce koalice LSU, pak LSNS, nezařazený a ODS[2])
- PhDr. Andrej Gjurič (ODS)
- JUDr. Stanislav Gross (ČSSD)
- PhDr. Václav Grulich (ČSSD)
- Ing. René Hába (ODA)
- JUDr. Jiří Hájek (KSČM, na kandidátce koalice LB, pak KSČM)
- Ing. Josef Hájek (KSČM, na kandidátce koalice LB, pak strana LB)
- Jiří Haringer (KDS, pak KDU-ČSL)
- Dr. Ing. Pavel Hirš, CSc. (ČSS, na kandidátce koalice LSU, pak LSNS  a ODS)
- RNDr. Čestmír Hofhanzl (ODA)
- Ing. Josef Holub (ODS)
- Mgr. Jiří Honajzer (ODS)
- PhDr. Ivo Honický (na kandidátce koalice LB[3])
- JUDr. Antonín Hrazdíra (KSČM, na kandidátce koalice LB, pak strana LB)
- Ing. Karel Hrdý (ČSSD, pak KDU-ČSL)
- PhDr. Marta Hubová (HRPŽČM, na kandidátce HSD-SMS, pak ODA)
- doc. Ing. Josef Hurta, CSc. (koalice LB, pak strana LB)

### CH–R
- Martin Chudoba (KSČM, na kandidátce koalice LB, pak strana LB)
- MUDr. Josef Janeček (KDU-ČSL)
- JUDr. Ivana Janů (KDU-ČSL)
- Věra Jarkovská (SPR-RSČ[4])
- MUDr. Emil Jaroš (ODS)
- JUDr. Ing. Jan Jegla (HSD-SMS, pak ČMUS)
- RNDr. Josef Ježek (ODS, pak ODA)
- Ing. Tomáš Ježek, CSc. (ODA, pak ODS)
- JUDr. František Kačenka (HSD-SMS, pak ČMUS)
- MUDr. Milada Kadlecová (ODS)
- Břetislav Kaláb (SPR-RSČ[5])
- PhDr. Jaromír Kalus (ODS)
- JUDr. Jan Kalvoda (ODA)
- JUDr. Ing. Jiří Karas (KDU-ČSL)
- Ing. Jan Kasal (KDU-ČSL)
- MUDr. Miroslav Kašpárek (SPR-RSČ, pak LSNS, ONAH a SD-LSNS[6])
- Ing. Petr Kavan (MNS, na kandidátce HSD-SMS, pak HSMS-MNSj)
- Ing. Jan Klas (ODS)
- Ing. Václav Klučka (KSČM, na kandidátce koalice LB, pak strana LB)
- Petr Koháček (ODS)
- Ing. Pavel Kolář (KDS, pak ODS)
- Ing. Robert Kolář (ODS)
- MUDr. Milena Kolářová (ODS)
- Vladimír Koronthály (KDS, pak KDU-ČSL)
- Ing. Jan Koucký (ODS)
- Stanislav Kozák (ZS, na kandidátce koalice LSU, pak KDU-ČSL)
- PhDr. František Kozel (ODS)
- Jan Krámek (ODS)
- Václav Krása (ODS)
- Mgr. Ing. Michal Kraus, Ph.D., MBA (DSP, na kandidátce HSD-SMS, pak ČSSD)
- Josef Krupík (KDU-ČSL)
- JUDr. Jan Kryčer (HSD-SMS, pak ČMUS)
- Ing. Josef Křížek, CSc. (ZS, na kandidátce koalice LSU, pak ČMUS)
- Bohuslav Kuba (SPR-RSČ, pak VRS)
- Josef Kubiš (KDU-ČSL)
- PaedDr. Vlastislav Kuchař (KSČM, na kandidátce koalice LB, pak strana LB)
- PhMr. Pavel Kulička (SPR-RSČ, pak LSNS a ONAH)
- Ing. Mgr. Oldřich Kužílek (ODA)
- Hana Lagová (KSČM, na kandidátce koalice LB, pak strana LB)
- Karel Ledvinka (ODA)
- Ing. Jan Litomiský (KDS, pak ODS)
- RNDr. Michal Lobkowicz (ODS)
- Mgr. art. Kateřina Lojdová (ODA)
- MUDr. Petr Lom, CSc. (ODS)
- Milan Loukota (SPR-RSČ)
- Mgr. Věnceslav Lukáš (KDS, pak KDU-ČSL)
- Ing. Karel Mach (KDU-ČSL)
- Ing. Jiří Macháček (HSD-SMS, pak ČMUS)
- doc. PhDr. Jiří Machalík, CSc. (KSČM, na kandidátce koalice LB, pak strana LB)
- Ing. Richard Mandelík (ODS)
- Ing. Josef Mandík (KSČM, na kandidátce koalice LB, pak KSČM)
- JUDr. Hana Marvanová (ODS)
- Ing. Jiří Maryt (KSČM, na kandidátce koalice LB, pak strana LB)
- Ing. Ivan Mašek (ODA)
- Jaroslav Matějka (KSČM, na kandidátce koalice LB, pak strana LB)
- Eva Matoušková (SPR-RSČ, pak LSNS a ODA)
- JUDr. Dalibor Matulka (KSČM, na kandidátce koalice LB, pak KSČM)
- Gerta Mazalová (HSD-SMS, pak nezařazená,  ČSSD a nezařazená)
- Jaroslav Melichar (ODS)
- Ing. Ludvík Motyčka (KDU-ČSL)
- Mgr. Václav Nájemník (ODS)
- JUDr. Jan Navrátil (KSČM, na kandidátce koalice LB, pak KSČM)
- RNDr. Petr Nečas (ODS)
- Ing. Ladislav Nedorost (SPR-RSČ, pak nezařazený a  ČSSD)
- PhDr. Jindřich Němčík (ODS)
- Ing. Luboš Němec (ODS)
- MUDr. Jaroslav Novák (SPR-RSČ)
- JUDr. Jiří Novák (ODS)
- Ing. Libor Novák (ODS, pak nezařazený)
- JUDr. Libor Novák (ODS)
- MUDr. Eva Nováková (KDU-ČSL)
- Miroslav Novotný (ODS)
- Ing. Rudolf Opatřil (HSD-SMS, pak ČMUS)
- Ing. Hana Orgoníková (ČSS, na kandidátce koalice LSU, pak ČSSD)
- JUDr. Jaroslav Ortman, CSc. (KSČM, na kandidátce koalice LB, pak strana LB)
- Ing. Jaroslav Palas (KSČM, na kandidátce koalice LB, pak strana LB a ČSSD)
- RNDr. Tomáš Páv (ODS)
- Ing. Josef Pavela (KDU-ČSL)
- PhDr. Jiřina Pavlíková (ODS)
- RNDr. Jiří Payne (ODS)
- Mgr. Stanislav Pěnička (ODS)
- Ing. Pavel Pešek (ODS)
- JUDr. Ing. Pavel Petržílek (ČSSD)
- MUDr. František Pluhař (ODS)
- Ing. Vladimír Procházka, CSc. (na kandidátce koalice LSU, pak ČMUS)
- PhDr. Martin Přibáň (ODS)
- Ing. Miroslav Raška (DSP, na kandidátce koalice LSU, pak ČMUS, LSNS a ONAH)
- RSDr. Ing. Svatomír Recman (KSČM, na kandidátce koalice LB, pak KSČM)
- JUDr. Anna Röschová (ODS)
- MUDr. Luděk Rubáš (ODS)
- MUDr. Ladislav Rymeš (KSČM, na kandidátce koalice LB, pak strana LB a ČSSD)
- JUDr. Vladimír Řezáč (KSČM, na kandidátce koalice LB, pak SDL a ČSSD)
- PhDr. Miroslav Řezníček (ČSSD, pak nezařazený)

### S–Z
- Mgr. Pavel Seifer (SZ, na kandidátce koalice LSU, pak ČSSD)
- Bc. Pavel Severa (KDU-ČSL)
- Ing. Miloš Skočovský, CSc. (MNS, na kandidátce HSD-SMS, pak HSDMS a ČMUS)
- RNDr. Antonín Sochor, DrSc. (KDS, pak ODS)
- Ing. Vítězslav Sochor (ČSSD)
- Ing. Tomáš Sojka (KSČM, na kandidátce koalice LB, pak strana LB)
- PaedDr. Jaroslav Soural, CSc. (KSČM, na kandidátce koalice LB, pak strana LB)
- MUDr. Jiří Stadler (ODA)
- doc. RNDr. Marie Stiborová, CSc. (KSČM, na kandidátce koalice LB, pak strana LB)
- JUDr. Zbyšek Stodůlka (HSD-SMS, pak HSMS a ČSSD)
- PhDr. Jan Stráský (ODS)
- Tomáš Svoboda (KDS, pak ODS)
- MUDr. Martin Syka (ODS)
- Ing. Jaroslav Sýkora (koalice LSU, pak ČMUS)
- Ing. Pavel Šafařík (KDU-ČSL)
- Mgr. Jaromír Šimánek (ODS)
- RNDr. Jiří Šoler, CSc. (SPR-RSČ, pak LSU, ČMUS a VRS)
- RNDr. Radim Špaček (ODA)
- MUDr. Dalibor Štambera (HSD-SMS, pak ČMUS)
- Ing. Tomáš Štěrba (koalice LSU, pak ČMUS, LSNS a ONAH)
- doc. RSDr. Jaroslav Štrait, CSc. (KSČM, na kandidátce koalice LB, pak KSČM)
- Ing. Vladimír Šuman (ODA)
- Ing. Vlastimil Tlustý, CSc. (ODS)
- Ing. Pavel Tollner (KDS, pak KDU-ČSL)
- PaedDr. Hana Tomanová (ODS)
- prof. Ing. František Trnka, CSc. (ZS, na kandidátce koalice LSU, pak ČMUS)
- PhDr. Václav Trojan (ODS)
- doc. Ing. Zdeněk Trojan, CSc. (ČSSD)
- Ing. Jan Třebický (ODS)
- PhDr. Milan Uhde (ODS)
- Ing. arch. Josef Ullmann (ODS)
- Jaroslav Unger (SPR-RSČ, pak nezařazený, LSNS a ONAH)
- Ing. Jiří Uřičář (KDU-ČSL)
- Oldřich Váca (ODS)
- Ing. Jiří Vačkář (ZS, na kandidátce koalice LSU, pak KDU-ČSL)
- Anna Váchalová (KSČM, na kandidátce koalice LB, pak strana LB)
- Vítězslav Valach (SPR-RSČ, pak LSNS a ČMUS)
- Josef Valenta (SPR-RSČ)
- Jan Vik (SPR-RSČ)
- PhDr. Jiří Vlach (ODS)
- RNDr. Jaroslav Vlček (SZ, na kandidátce koalice LSU, pak  nezařazený a ČSSD)
- Ing. Vlastimil Vlček (ODS)
- PhDr. Stanislav Volák (ODS)
- doc. Ing. Zdeněk Vorlíček, CSc. (KSČM, na kandidátce koalice LB, pak strana LB)
- PhDr. Vratislav Votava (LA/DL ČSFR, na kandidátce koalice LB, pak KSČM)
- Ing. Jan Vraný (ZS, na kandidátce koalice LSU, pak nezařazený a KDU-ČSL)
- Oldřich Vrcha (SPR-RSČ)
- Ivan Vrzal (ODS)
- JUDr. Miloslav Výborný (KDU-ČSL)
- RNDr. Otakar Vychodil (ODS)
- JUDr. Jiří Vyvadil (ČSS, na kandidátce koalice LSU, pak ČSSD)
- Jozef Wagner (ČSSD)
- Jan Zahradníček (KDS, pak KDU-ČSL)
- Mgr. Eduard Zeman (ČSSD)
- JUDr. Ondřej Zemina (ODS)
- Ing. Anton Zima (ODS)
- Ing. Leopold Zubek (ODS)
- Jaroslav Žižka (KSČM, na kandidátce koalice LB, pak strana LB)